# Талант (единица)
 Тази статия е за единицата.  За дарбата вижте Талант.  
Талант (на латински: talentum, от ст.гр.: τάλαντον „меря, баланс“) е всяка от няколко антични мерни единици: за маса, за тегло в търговията, както и за съответната им стойност в благороден метал (парична единица). На Омир е известен талант злато и той го споменава при описанието на наградата на Антилох от Ахил. В Древна Гърция един гръцки (или атически) талант е 26 килограма или приблизително теглото на вода, която изпълва една амфора), в Древен Рим един римски талант е 32,3 килограма, в древен Египет 27 килограма, във Вавилония талантът е 30,3 килограма. На територията на Леванта възприемат вавилонския талант, но после преразглеждат теглото му В Римската империя 1 талант съответства на масата на водата, която се съдържа в една стандартна амфора (1 куб. римски фут, или 26,027 литра). В Талмуда и Библията единицата талант, използвана по времето на Новия завет, е равна на 58,9 килограма.
Използвана е в Европа, Северна Африка и Близкия Изток.

## Етимология
В Новия Завет притчата за тримата слуги, чийто господар им подарява монетата, наречена „талант“. Един скрил таланта си в земята, вторият я разменил, а третият умножил. Следователно трите израза: скрит (погребан) талант, заменен и умножен (разработен/развит) талант. В Библията думата „талант“ се е разпространила в преносен смисъл като дар от Бога, възможността да се създава (твори) и да се създаде нещо ново, а не да се пренебрегва „таланта“ (дарба).

## Размяна
Вавилонците и шумерите имат система, в която в 1 мина има 60 шекела, а 60 мини правят 1 талант. Това съотношение 1:60, талант към мина се наблюдава и в Древна Гърция, където атическият талант е около 26 кг. В Древен Рим талант наричат теглото на 100 римски либри. И тъй като римската либра е точно 3/4 от гръцката мина, римският талант е 1,25 от гръцкия.